# Yllenus staregai
Yllenus staregai är en spindelart som beskrevs av Punda 1975. Yllenus staregai ingår i släktet Yllenus och familjen hoppspindlar. Inga underarter finns listade i Catalogue of Life.